# Petula Clark
Petula Clark (Ewell, Epsom megye, Surrey grófság, 1932. november 15. –) kétszeres Grammy-díjas angol énekesnő, színésznő.

## Élete és pályafutása
Szülei Leslie Norman Clark és Doris (Phillips) Clark voltak. Házassága után végleg Párizsban telepedett le. Clark gyermekként egy kápolna kórusában énekelt. 1942-ben debütált a rádióban.
1944-ben miközben a londoni Royal Albert Hall-ban lépett fel, Maurice Elvey filmrendező figyelt fel rá.
1960-ban koncertturnét kezdett Franciaországban és Belgiumban Sacha Distel-lel, akinek 2004-es haláláig barátja maradt. Az 1970-es években folytatta turnéit az USA-ban és Európában. 1998-ban és 2002-ben Anglia-szerte turnézott.

## Magánélete
1961-ben házasságot kötött Claude Wolff filmproducerrel. Három gyermekük született.

## Filmjei

### Filmzenéi
- Baj Townsendben (Trouble at Townsend) (1946)
- Égben készült (Made in Heaven) (1952)
- A vidám kutya (The Gay Dog) (1954)
- Top of the Pops (1964-1966)
- A hongkongi grófnő (1967)
- Petula (1968)
- Szivárványvölgy (1968)
- Viszlát, Mr. Chips! (1969)
- Monty Python Repülő Cirkusza (1970)
- A hölgy az autóban szemüveggel és puskával (1970)
- Show Petula Clark (1971)
- Utazások nagynénémmel (1972)
- A cápa 2. (1978)
- Harminckét rövidfilm Glenn Gouldról (1993)
- Az ikrek visszavágnak (1997)
- Szerelem utolsó vérig (1997)
- Szépségtépő verseny (1999)
- Mystery Men – Különleges hősök (1999)
- Észvesztő (1999)
- A bűn állomásai (2000)
- A belváros mélyén (2000)
- Hogyan öljük meg a szomszéd kutyáját (2000)
- Jóban Rosszban (2001)
- Már megint Malcolm (2001)
- Flört a fellegekben (2003)
- Lost – Eltűntek (2006-2007)
- Mad Men – Reklámőrültek (2010)
- Ölni kíméletesen (2012)

### Színésznőként
- Gyilkosság a hátlapon (Murder in Reverse) (1945)
- Vágyak szigete (1945)
- Baj Townsendben (Trouble at Townsend) (1946)
- Londoni éjszakák (London Town) (1946)
- Vice Versa (1948)
- Könnyű pénz (Easy Money) (1948)
- A Huggets család (1948-1951)
  - Here Come the Huggetts (1948)
  - Vote for Huggett (1949)
  - The Huggetts Abroad (1949)
- A romantikus kor (The Romantic Age) (1949)
- Táncterem (Dance Hall) (1950)
- Madame Louise (1951)
- Fehér folyosók (White Corridors) (1951)
- Égben készült (Made in Heaven) (1952)
- A kártya (The Card) (1952)
- A szökevény autóbusz (The Runaway Bus) (1954)
- A vidám kutya (The Gay Dog) (1954)
- A három asszony boldogsága (The Happiness of Three Women) (1954)
- Szivárványvölgy (1968)
- Viszlát, Mr. Chips! (1969)

## Lemezei

### Nagylemezek
- Petula Clark Sings (1956)
- A Date with Pet (1956)
- You Are My Lucky Star (1957)
- A Musicorama (1958)
- Prends Mon Coeur (1959)
- Tête à Tête avec Petula Clark (1961)
- Rendez-Vous avec Petula Clark (1962)
- In Other Words (1962)
- Petula (1962)
- Petula Clark (1963)
- Le Soleil dans les Yeux (1963)
- Ceux Qui ont un Coeur (1964)
- Hello Paris (1964)
- Le James Dean (1964)
- Downtown (1965)
- I Know a Place (1965)
- The International Hits (1965)
- Petula '65 (1965)
- My Love (1966)
- I Couldn't Live Without Your Love (1966)
- Petula Clark's Hit Parade (1966)
- These Are My Songs (1967)
- The Other Man's Grass Is Always Greener (1968)
- Petula (1968)
- Finian's Rainbow (1968)
- Petula Clark's Greatest Hits, Vol. 1 (1968)
- Portrait of Petula (1969)
- Goodbye, Mr. Chips (1969)
- Just Pet (1969)
- Memphis (1970)
- Today (1971)
- Petula '71 (1971)
- Live at the Royal Albert Hall (1972)
- La Chanson de Marie Madeleine (1972)
- Comme une Priere (1973)
- Petula (1973)
- Come on Home (1974)
- Live in London (1974)
- I'm the Woman You Need (1975)
- Just Petula (1975)
- 20 All-Time Greatest (1977)
- Je Reviens (1977)
- Destiny (1978)
- An Hour in Concert with Petula Clark and the London Philharmonic Orchestra (1983)
- Portrait of a Song Stylist (1991)
- Treasures (1992)
- Blue Lady: Nashville Sessions (1995)
- Where the Heart Is (1998)
- Here for You (1998)
- Sign of the Times (2001)
- The Ultimate Collection (2002)
- Live at the Paris Olympia (2004)
- In Her Own Write (2007)
- Then & Now: The Very Best of Petula Clark (2008)
- Petula (2012)
- Lost In You (2013)

### Középlemezek (EP)
- Downtown (1964)

- Call Me (1965)
- My Love (1966)
- Just Say Goodbye (1966)
- I Couldn't Live Without Your Love (1966)
- This Is My Song (1967)
- The Many Faces of Petula Clark (1967)
- Here, There and Everywhere (1967)
- Don't Give Up (1968)
- The Other Man's Grass is Always Greener (1968)
- Petula (1968)

### Kislemezek
- Put Your Shoes On Lucy (1949)

- I'll Always Love You (1949)
- Silver Dollar (1949)
- You Are My True Love (1950)
- Beloved Be Faithful (1950)
- Teasin (1950)
- Two Lips (duett Benny Lee-vel) (1950)
- Clickety-Clack (1950)
- Tennessee Waltz (1951)
- May Kwai (1951)
- Mariandl (1951)
- That's How a Love Song is Born (1951)
- Tell Me Truly (1951)
- The Card (1952)
- A Boy in Love (1952)
- Where Did My Snowman Go (1952)
- Made in Heaven (1953)
- My Love is a Wanderer (1953)
- Christopher Robin at Buckingham Palace (1953)
- Poppa Piccolino (1953)
- The Little Shoemaker (1954)
- Meet Me in Battersea Park (1954)
- Smile (1954)
- Christmas Cards (1954)
- Majorca (1954)
- Romance in Rome (1955)
- Crazy Otto Rag (1955)
- The Pendulum Song (1955)
- How Are Things With You (1955)
- Suddenly There's a Valley (1955)
- Fascinating Rhythm (1956)
- Band of Gold (1956)
- Fortune Teller (1956)
- Another Door Opens (1956)
- The Sky (1957)
- With All My Heart (1957)
- Alone (Why Must I Be Alone) (1957)
- Baby Lover (1958)
- Love Me Again (1958)
- Devotion (1958)
- Fibbin' (1958)
- Ever Been in Love (1959)
- Watch Your Heart (1959)
- Where Do I Go from Here (1959)
- Adonis (1959)
- Prends Mon Coeur (1959)
- Dear Daddy (1959)
- I Love a Violin (1960)
- Cinderella Jones (1960)
- Sailor (FR: Marin) (1961)
- Something's Missing (1961)
- Garde-moi la Dernière Danse (1961)
- Welcome Home (1961)
- Romeo (1961)
- My Friend the Sea (1961)
- Chariot (1962)
- Monsieur (1962)
- I'm Counting On You (1962)
- Whistlin' for the Moon (1962)
- Ya Ya Twist (1962)
- Jumble Sale (1962)
- The Road (1962)
- Valentino (1963)
- Let Me Tell You (1963)
- Baby It's Me (1963)
- Les Beaux Jours (1963)
- Cœur Blessé (1963)
- Casanova (1963)
- Dance On (1963)
- Thank You (1964)
- In Love (1964)
- True Love Never Runs Smooth (1964)
- Downtown (1964)
- Anyone Who Had a Heart (1964)
- Invece no (1965)
- I Know a Place (1965)
- You'd Better Come Home (1965)
- Round Every Corner (1965)
- You're the One (1965)
- My Love (1965)
- Kann Ich dir vertrauen? (1966)
- A Sign of the Times (1966)
- I Couldn't Live Without Your Love (1966)
- Who Am I (1966)
- Colour My World (1967)
- This Is My Song (1967)
- The Last Waltz (1967)
- Don't Sleep in the Subway (1967)
- The Cat in the Window (1967)
- The Other Man's Grass Is Always Greener (1968)
- Kiss Me Goodbye (1968)
- Don't Give Up (1968)
- American Boys (Take Good Care of Your Heart) (1968)
- I Want To Sing With Your Band (1968)
- Happy Heart (1969)
- Look at Mine (1969)
- No One Better Than You (1969)
- The Song Is Love (1970)
- Melody Man (1970)
- The Song of My Life (1971)
- I Don't Know How to Love Him (1971)
- The World Song (1971)
- My Guy (1972)
- The Wedding Song (There Is Love) (1972)
- I Can't Remember (How It Was Before) (1973)
- Gratifaction (1973)
- Lead Me On (Duett Sacha Distel-lel) (1973)
- Silver Spoon (1973)
- Never Been a Horse That Couldn't Be Rode (1974)
- Let's Sing a Love Song (1974)
- The Old Fashioned Way (1974)
- Loving Arms (1974)
- I Am Your Song (1974)
- Wind of Change (1974)
- What I Did for Love (1974)
- Downtown '77 (1977)
- Don't Cry For Me Argentina (1977)
- I'm Not in Love (1978)
- Put a Little Sunbeam in Your Life (1978)
- Just a Dance With Time (1978)
- Natural Love (1981)
- Edelweiss (1981)
- Love Won't Always Pass You By (1981)
- Dreamin' With My Eyes Wide Open (1982)
- Mister Orwell (1985)
- Life's a Game (1988)
- Downtown '88 (1988)
- I Couldn't Live Without Your Love '89 (1989)
- Someone Like You (Duett Dave Willetts-sel) (1990)
- Oxygen (1992)
- Downtown (The Saw Doctors featuring Petula Clark) (2011)
- Cut Copy Me (2012)
- Never Enough (2013)